# Alexsandro
Alexsandro Victor de Souza Ribeiro, dit Alexsandro, né le 9 août 1999 à Rio de Janeiro (Brésil), est un footballeur international brésilien qui évolue au poste de défenseur central au LOSC Lille.

## Biographie

### Carrière en club
Alexsandro est né à Rio de Janeiro et est formé à Flamengo, l'un des meilleurs clubs de la ville. Il arrive au Portugal en 2019. Il connait les divisions inférieures du championnat portugais avec le SC Praiense et l'Amora FC. En 2021, il rejoint le GD Chaves évoluant en D2 portugaise. Titulaire indiscutable, il participe à la montée de son club en première division. Il est également dans l'équipe type de la saison de son championnat.
En 2022, il signe au LOSC Lille. Pour le premier match de la saison contre l'AJ Auxerre, il est titulaire et compose la charnière aux côtés de José Fonte. Il inscrit son premier but le 23 octobre 2022 on ouvrant le score face à l'AS Monaco contribuant au succès de son équipe (4-3). Troisième dans la hiérarchie des défenseurs, il profite de la blessure de Tiago Djaló en fin de saison pour prendre une place de titulaire.

### Carrière en équipe nationale
Le 26 mai 2025, Alexsandro est sélectionné par le nouveau sélectionneur de la Seleção Carlo Ancelotti dans la liste des 25 joueurs appelés à disputer les matchs de qualification pour la Coupe du monde 2026 contre l'Équateur et le Paraguay’. Le 6 juin 2025, il honore sa première sélection avec le Brésil en débutant en défense centrale aux côtés de Marquinhos lors du match contre l'Équateur, conclu sur un score de parité (0-0)’. Moins d'une semaine plus tard, le défenseur lillois est à nouveau aligné d'entrée aux côtés du capitaine de la Seleção lors de la qualifications du Brésil à la Coupe du monde 2026 grâce à une victoire face au Paraguay (1-0).  

## Statistiques
| Saison                | Club                  | Championnat           | Championnat | Championnat | Championnat | Coupe nationale | Coupe nationale | Coupe nationale | Coupe de la Ligue | Coupe de la Ligue | Coupe de la Ligue | Compétition(s) continentale(s) | Compétition(s) continentale(s) | Compétition(s) continentale(s) | Compétition(s) continentale(s) | Barrages | Barrages | Barrages | Total | Total | Total |
| Saison                | Club                  | Division              | M.          | B.          | P.d.        | M.              | B.              | P.d.            | M.                | B.                | P.d.              | Comp.                          | M.                             | B.                             | P.d.                           | M.       | B.       | P.d.     | M.    | B.    | P.d.  |
| 2021-2022             | GD Chaves             | Liga Portugal2        | 31          | 3           | 0           | -               | -               | -               | 1                 | 0                 | 0                 | -                              | -                              | -                              | -                              | 2        | 0        | 0        | 34    | 3     | 0     |
| 2022-2023             | LOSC Lille            | Ligue 1               | 21          | 3           | 0           | 2               | 0               | 0               | -                 | -                 | -                 | -                              | -                              | -                              | -                              | -        | -        | --       | 23    | 3     | 0     |
| 2023-2024             | LOSC Lille            | Ligue 1               | 29          | 0           | 0           | 2               | 1               | 0               | -                 | -                 | -                 | C4                             | 11                             | 0                              | 0                              | -        | -        | -        | 42    | 1     | 0     |
| 2024-2025             | LOSC Lille            | Ligue 1               | 30          | 1           | 1           | 3               | 0               | 0               | -                 | -                 | -                 | C1                             | 14                             | 0                              | 1                              | -        | -        | -        | 47    | 1     | 2     |
| 2025-2026             | LOSC Lille            | Ligue 1               | 1           | 0           | 0           | -               | -               | -               | -                 | -                 | -                 | C3                             | -                              | -                              | -                              | -        | -        | -        | 1     | 0     | 0     |
| Sous-total            | Sous-total            | Sous-total            | 81          | 4           | 1           | 7               | 1               | 0               | -                 | -                 | -                 | -                              | 25                             | 0                              | 1                              | -        | -        | -        | 113   | 5     | 2     |
| Total sur la carrière | Total sur la carrière | Total sur la carrière | 112         | 7           | 1           | 7               | 1               | 0               | 1                 | 0                 | 0                 | -                              | 25                             | 0                              | 1                              | 2        | 0        | 0        | 147   | 8     | 2     |

### En sélection nationale
| Saison                | Sélection             | Phases finales        | Phases finales | Phases finales | Éliminatoires | Éliminatoires | Matchs amicaux | Matchs amicaux | Total | Total |
| Saison                | Sélection             | Compétition           | M              | B              | M             | B             | M              | B              | M     | B     |
| --------------------- | --------------------- | --------------------- | -------------- | -------------- | ------------- | ------------- | -------------- | -------------- | ----- | ----- |
| 2024-2025             | Brésil                | -                     | -              | -              | 2             | 0             | -              | -              | 2     | 0     |
| Total sur la carrière | Total sur la carrière | Total sur la carrière | -              | -              | 2             | 0             | -              | -              | 2     | 0     |